# HD 221491
HD 221491，又名BD+34 4948，SAO 73325、HR 8936，是一颗恒星，视星等为6.65，位于銀經105.11，銀緯-25.17，其B1900.0坐标为赤經23h 27m 29.4s，赤緯+34° -25.17′ 2″。